# Río Quequén Salado
Río Quequén Salado är ett vattendrag i Argentina.   Det ligger i provinsen Buenos Aires, i den sydöstra delen av landet, 500 km söder om huvudstaden Buenos Aires.